# Defecació

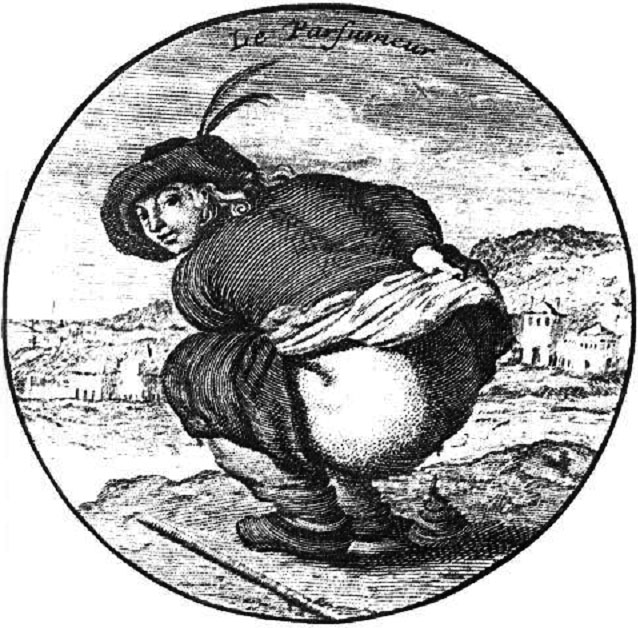
El perfumador

La defecació o egestió és el procés biològic d'eliminació de la femta. Després de la digestió i absorció de nutrients, encara hi ha substàncies que no s'han absorbit. Aquestes substàncies passen a l'intestí gros gràcies als moviments peristàltics de les seves parets. En aquesta part, s'absorbeix gairebé tota l'aigua i les sals minerals, amb la qual cosa els residus de la digestió es van fent més sòlids, fins que es transformen en matèries fecals.
A l'intestí gros hi ha, a més, un gran nombre de bacteris simbiòtics (com l'Escherichia coli), que fermenten i descomponen les restes que no s'han absorbit. Durant aquest procés, els bacteris sintetitzen algunes vitamines, com la B12 o la K, que també són absorbides i produeixen gasos intestinals causants de la pudor.

Anatomia de l'anus i el recte.

Finalment, els excrements s'acumulen durant algun temps al darrer tram de l'intestí: el recte. Una vegada aquí, són eliminats i expulsats periòdicament a l'exterior a través de l'anus, mitjançant l'egestió.
Després d'haver passat per l'intestí prim i gruixut, el quim ja és matèria fecal, per la qual cosa s'emmagatzema al còlon per rebutjar-la després. Hi ha diverses "vàlvules" per mantenir la femta fins a l'hora de la defecació. Quan s'acumula prou matèria, el sistema parasimpàtic relaxa l'esfínter intern de l'anus (involuntari), que porta com a reflex la constricció de l'esfínter extern (voluntari) i la tensió del múscul elevador de l'anus. Juntament amb això, ve la necessitat de defecar.

Imatge de l'aparell digestiu.

El múscul elevador de l'anus produeix un angle entre el recte i l'esmentat orifici, com quan es doblega una mànega (es tanca el pas de la matèria en tancar el conducte). En el moment de defecar, l'esfínter extern es relaxa voluntàriament i el múscul elevador de l'anus es relaxa, cosa que dona lloc a un canvi de 90° a 15° entre el recte i l'anus. Això permet l'evacuació de la femta. Per tot això, cal una força que empenyi i s'encarregui de la pressió intraabdominal. En tibar els músculs de les parets abdominals, s'incrementa la pressió abdominal i s'acaba evacuant.
La regulació es deu a l'actuació de diversos components del sistema nerviós. En un primer lloc, és el sistema nerviós entèric, que davant la distensió del recte per l'arribada de la femta estimula els moviments peristàltics en massa de l'intestí gruixut. També s'estimula el sistema parasimpàtic per la relaxació de l'esfínter intern, mitjançant el nervi sacre. Finalment, l'escorça cerebral, de forma voluntària, per mitjà dels nervis pudents, relaxa l'esfínter extern. Si, conscientment, es reprimeix el reflex de la defecació, els senyals del parasimpàtic cessen i no es repeteixen fins que no es tornen a produir més moviments en massa, especialment després de menjar. Els animals que no tenen control voluntari tenen un reflex gastrocòlic.

## Origen evolutiu
Sembla que l'aparició d'éssers pluricel·lulars amb tub digestiu desenvolupat es remunta a més de 1.600 milions d'anys enrere, si prenem com a base la interpretació i les datacions dels descobriments de Rasmussen i col·laboradors als sorrals de Chorhat.
Hi ha fòssils que evidencien que, fa 570 milions d'anys, alguns cucs van evolucionar cap a una solució de continuïtat en el tub digestiu, algun dels quals, en el desenvolupament embrionari, donà lloc a la boca (protòstoms), mentre que en uns altres donà lloc a l'anus (deuteròstoms), cosa que els va permetre defecar al mateix temps que ingerien aliments.
La formació de femta comporta un tractament de les deixalles que, després d'emmagatzemar-les i compactar-les, fa que la matèria orgànica expel·lida agafi prou de volum per a enfonsar-se ràpidament cap al fons marí, on no abunda l'oxigen ni els bacteris capaços d'aprofitar la matèria orgànica per a la respiració.
Nick Lane, en el llibre Oxygen, cita un article publicat a Nature el 1995 per Graham Logan et al. Hi exposa que l'augment de la grandària mitjana de les masses orgàniques, provocat per l'aparició de la defecació, degué ocasionar un soterrament massiu de matèria orgànica en els sediments, en enfonsar-se més ràpidament al mar, originant-ne la posterior retirada del cicle del carboni i, com a conseqüència, una acumulació sense precedents de l'oxigen en l'atmosfera, que segons aquesta teoria no provenia exclusivament de la fotosíntesi.